# The Enchanted Cottage
The Enchanted Cottage is een Amerikaanse film van John Cromwell die werd uitgebracht in 1945. 
Het scenario is gebaseerd op het gelijknamige toneelstuk (1921) van Arthur Wing Pinero. 

## Verhaal
De knappe piloot Oliver Bradford heeft littekens in het gezicht overgehouden aan de Tweede Wereldoorlog. Hij wil geen contact meer met zijn familie en ook niet meer met zijn verloofde. Hij zondert zich af in New England, in de cottage die hij van mevrouw Minnett had gehuurd om er zijn wittebroodsweken door te brengen. 
Daar ontmoet hij Laura Pennington, het kamermeisje dat mevrouw Minnett net heeft aangeworven. Laura is een verlegen jonge vrouw die zichzelf erg lelijk vindt. Beide eenzame zielen kunnen het goed met elkaar vinden en worden verliefd. Ze ontdekken dat er van de cottage iets magisch uitgaat. 

## Rolverdeling
| Acteur           | Personage               |
| ---------------- | ----------------------- |
| Dorothy McGuire  | Laura Pennington        |
| Robert Young     | Oliver Bradford         |
| Herbert Marshall | majoor John Hillgrove   |
| Mildred Natwick  | mevrouw Abigail Minnett |
| Spring Byington  | Violet Price            |
| Hillary Brooke   | Beatrice Alexander      |
| Robert Clarke    | marinekorporaal         |